# OpenBUGS
OpenBUGS (BUGS = "Bayesian inference Using Gibbs Sampling"). ist eine freie Software, welche für Fragestellungen der bayesschen Statistik mit Hilfe der Monte-Carlo-Simulation verwendet wird.
OpenBUGS wurde als freie Alternative zu WinBUGS gegründet und wird von deren Entwicklern weiterentwickelt. OpenBUGS ist auch für Unixoide verfügbar. Modelle in OpenBUGS sind zudem flexibler und einfacher zu erweitern, da beliebig viele Algorithmen innerhalb eines Modells verwendet werden können. OpenBUGS wurde entwickelt um zusammen mit S-PLUS genutzt werden, sodass die Syntax ähnlich zu S ist und sich gut in R einbetten lässt und so in einer Kommandozeilenumgebung läuft.